# 백용호 (국제적십자사)
백용호 (白容鎬, 1945년 - )는 국제 적십자사의 중앙위원이었다. 1997년에서 2000년까지 이집트와 모로코의 조선민주주의인민공화국 대사관에서 근무했다.